# 山頂纜車站英童被殺案
山頂纜車站英童被殺案，亦稱「吳來源案」，是一宗於1934年6月22日的謀殺案件，為戰前被廣泛傳聞的冤案之一。

## 事發經過
1934年6月22日，港島半山纜車徑因豪雨山洪暴發，六名白人小童由半山沖下維多利亞港，一小童不幸身亡。警員沿山徑搜索時，發現青年吳來源赤裸上身，將濕衣服放在石頭上曬乾。
當時帶隊的英籍警官抓住這名青年，年輕人不會英語及粵語，只操潮州話，英警官拘捕他回警署後，得知他叫吳來源，剛從揭陽來港謀生，但仍未找到工作，當時沿纜車徑想行上山頂觀賞風光﹐但突遇大雨，他聽見驚叫聲，發現六名兒童從山腰被沖下，於是跳入水中救人，但因山洪水急失敗，只好脫下濕衣想晾乾。
這時一名英軍少校夫人到警署報案，聲稱她下雨時站在露臺看雨景﹐見到吳來源抓住六名小童，逐一拋進山洪中，警方於是控告吳謀殺﹐送上法庭。吳大呼冤枉﹐他的親戚及在港潮州人激於義憤﹐解囊聘律師替吳辯護。
1935年，金寶律師致函潮州同鄉會籌集資金，替吳來源上訴，然而上訴至倫敦樞密院仍告失敗。最終於1935年3月29日早上執行繯首死刑。

## 爭議
輿論認為吳來源初來香港，並沒有殺人動機，更無可能連扔六個小童落山洪中，少校夫人見到慘劇，亦不可能不大聲喝止。 
香港人對此冤案大表憤慨，潮州同鄉會發起洗冤運動，將案情印成傳單向廣東、南洋派發訴說不公，在本港發動簽名運動，一個月不到已有二十多萬人簽名，當時全港人口不過一百萬，即有四分一人口支持吳來源，但港府沒有理會民意，最終吳來源於1935年3月29日被處死。